# Aonidiella tsugae
Aonidiella tsugae är en insektsart som beskrevs av Sadao Takagi 1969. Aonidiella tsugae ingår i släktet Aonidiella och familjen pansarsköldlöss.
Artens utbredningsområde är Taiwan. Inga underarter finns listade i Catalogue of Life.